# Єлизавета Габсбург (королева Польщі)
Єлизавета Габсбург (нар. 9 липня 1526, Лінц — 15 червня 1545, Вільнюс) — королева-консорт Польщі, Велика княгиня Литовська і Руська з роду Габсбургів. Дружина короля Сигізмунда II.

## Біографія
Єлизавета була першою дочкою короля Австрії, а згодом, імператора СРІ Фердинанда I і його дружини Анни I Ягелонки. Велику частину дитинства провела в  палаці Хофбурзі( Інсбрук). Вже незабаром після народження обіцяна в дружини королю Польщі, Сигізмунду II Августу. Шлюбний контракт був підписаний в 1538 році у Вроцлаві Яном Дантишеком.
5 травня 1543 року, коли їй було всього 16 років, Єлизавета в'їхала в Краків і вперше побачила свого чоловіка.Того ж самого дня
Одружилася з Сигизмондом Августом в Вавельському соборі.
Єлизавета виявилася втягнутою в боротьбу прихильників і противників зближення з Габсбургами при польському дворі. Очікуване в Відні і Кракові у зв'язку з цим шлюбом зближення між державами Габсбургів і Ягеллонів не сталося. Ставлення до австрійської принцеси при польському дворі було виключно недружнім.
Восени 1544 року Єлизавета разом з королем виїхала в Литву
Неприязні стосунки склалися зі свекрухою, Боною Сфорца. Пізніше і чоловік став уникати її близькості — імовірно тому, що у Єлизавети була епілепсія, та продовжив стосунки з Варварою Радзівілл.
Дітей у шлюбі не було.
Незабаром після свого 19-річчя, у 1545, Єлизавета Габсбург померла.Похована в Вільнюському соборі біля дядька чоловіка Олександра Ягелончика
Сигізмунд II Август ще двічі одружувався. З 1553 по 1572  рік його третьою дружиною була сестра Єлизавети, Катерина Габсбург.